# Пальма, Исаак
Исаак Антонио Пальма Оливарес (исп. Isaac Antonio Palma Olivares; род. 26 октября 1990, Зитакуаро, Мичоакан) — мексиканский легкоатлет, специалист по спортивной ходьбе. Выступает за сборную Мексики по лёгкой атлетике с 2008 года, обладатель серебряной медали Универсиады в Тайбэе, победитель и призёр первенств национального значения, участник летних Олимпийских игр в Лондоне.

## Биография
Исаак Пальма родился 26 октября 1990 года городе Ситакуаро, штат Мичоакан.
Начал заниматься спортивной ходьбой в 2005 году в своём родном городе.
Впервые заявил о себе на международном уровне в сезоне 2008 года, когда вошёл в состав мексиканской национальной сборной и побывал на Кубке мира в Чебоксарах, откуда привёз награду серебряного достоинства, выигранную в командном зачёте юниорской дисциплины на 10 км.
В 2009 году на Панамериканском кубке в Сан-Сальвадоре стал пятым на 10 км среди юниоров.
В 2010 году одержал победу на дистанции 20000 метров на молодёжном чемпионате NACAC в Мирамаре.
В 2011 году стал пятым ходьбе на 20 км на Панамериканском кубке в Энвигадо.
Благодаря череде удачных выступлений удостоился права защищать честь страны на летних Олимпийских играх 2012 года в Лондоне — в дисциплине 20 км показал результат 1:23:35, расположившись в итоговом протоколе соревнований на 34-й строке.
После лондонской Олимпиады Пальма остался действующим спортсменом и продолжил принимать участие в различных легкоатлетических стартах. Так, в 2013 году в ходьбе на 20 км он финишировал шестым на Панамериканском кубке в Гватемале и седьмым на Универсиаде в Казани, победил на этапе IAAF Race Walking Challenge в Чиуауа, с результатом 1:28:14 занял 37-е место на чемпионате мира в Москве.
В 2017 году отметился выступлением на Универсиаде в Тайбэе — финишировал пятым в личном зачёте ходьбы на 20 км и тем самым помог своим соотечественникам выиграть серебряные медали мужского командного зачёта.
В 2018 году участвовал в командном чемпионате мира по спортивной ходьбе в Тайцане, где занял 59-е место в личном зачёте 20 км и стал седьмым в командном зачёте.
В 2019 году стартовал в ходьбе на 50 км на Панамериканских играх в Лиме и на чемпионате мира в Дохе — в первом случае был дисквалифицирован, во втором случае сошёл с дистанции.
Выполнив олимпийский квалификационный норматив, благополучно прошёл отбор на Олимпийские игры 2020 года в Токио.
Приходится старшим братом другому известному мексиканскому ходоку Эверу Пальме.